# Kichesipirinis
 (juillet 2024).

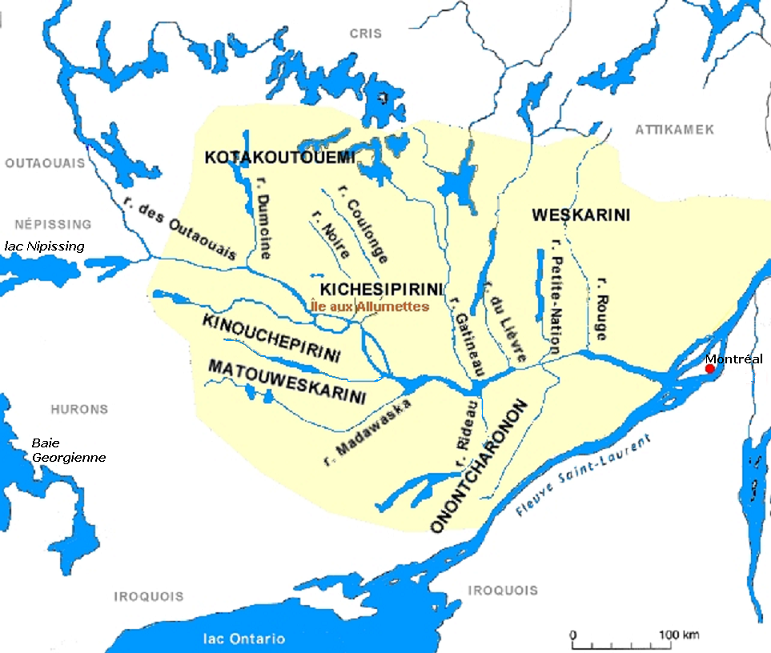
Nations algonquines de la vallée de l'Outaouais,
première moitié du XVIIe siècle.

Kichesipirini ou Kichi Sipi Rini (Gens de la Grande Rivière) en Algonquin est un peuple et une nation amérindien qui ont   occupé jusqu'au milieu du XVIIe siècle, un territoire dont le centre est l'Isle-aux-Allumettes (Québec), au Canada. 
Ils occupent principalement le territoire situé entre l'Isle-aux-Allumettes et l'île Morrison (aussi appelée l'Île du Borgne ou l'Île de Tessouat, du nom du chef des Kichesipirinis) et l'Île-du-Grand-Calumet, un peu plus au sud. Ces Îles sont reconnues pour leur position stratégique sur la route du commerce entre les Grands Lacs et le fleuve Saint-Laurent. Ils tenaient en permanence un poste à l'Île où ils prélèvent un droit de passage aux voyageurs qui y passent.

## Situation actuelle
Plusieurs nations algonquines occupent le bassin de la rivière des Outaouais (Kitchesippi ou Grande Rivière). Au nord, on retrouve les Kotakoutouemis, à l'est, les Weskarinis, au sud, les Kinouchepirinis et les Matouweskarinis.
Les Kichesipirini ne sont pas reconnus par le gouvernement canadien et n'ont donc pas de réserve indienne. 
Néanmoins, le groupe basé à Pembroke (Ontario) est constitué en tant que Première nation algonquine de Kichesipirini, l'actuel chef sachem étant Paula LaPierre. 
Le groupe cherche activement à obtenir le plein droit de participation aux négociations sur la revendication territoriale des Algonquins.

## Découvertes
- Été 1611 au printemps 1612 : Nicolas Vignau, à la demande de Champlain, voyage par la rivière des Algoummequins (Algonquins). Après avoir séjourné quelque temps au lieu-dit Portage-du-Fort, il aurait passé l'été et l'automne 1611 ainsi que l'hiver et le printemps 1612 à l'Île-aux-Allumettes, chez les Kichesipirinis pour y apprendre la langue.

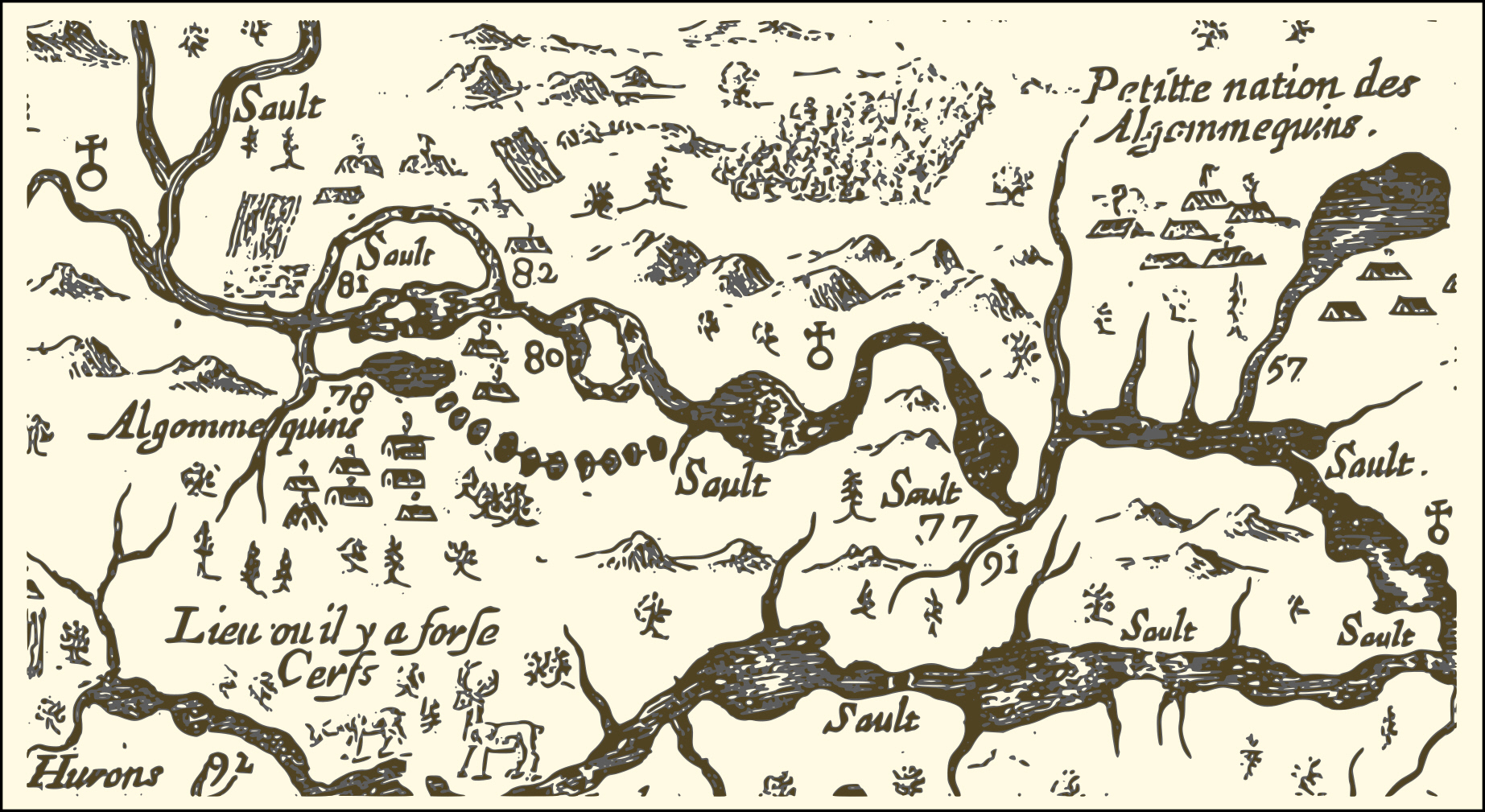
Carte de l'est de la Nouvelle-France par Samuel de Champlain (1632) - extrait de la portion de la rivière des Outaouais
77 et 91 : l'actuel emplacement de la ville d'Ottawa et la rivière Rideau
80 : lieu des grands rapides au sud de l'Île du Grand-Calumet
81 : l'Île-aux-Allumettes, habité par les Algonquins
82 : Fort-Coulonge et campement algonquin

- 6 juin 1613 : Samuel de Champlain séjourne à Portage-du-Fort. De là, il se rend jusqu'à l'Île-aux-Allumettes en passant par le lac du Rat-musqué (lac Musrat, Ontario) pour rencontrer les Algoummequins. Il était parti le 27 mai de l'île Sainte-Hélène, près de ce qui sera un jour Ville-Marie (Montréal) en compagnie d'un guide amérindien et de quatre compagnons français, dont Nicolas Vignau.
- 1615 : Le récollet Joseph Le Caron passe par la rivière pour se rendre au pays des Wendats (Huronie). La même année, Champlain remonte la rivière des Outaouais, passe par le lac Coulonge, l'île aux Allumettes, puis Mattawa et se rend en Huronie.
- 1618-1620 : Jean Nicolet, de la Compagnie des Marchands de Rouen et de St-Malo, habite avec les Algonquins de l'Île aux Allumettes pour y apprendre la langue et pour mieux connaître le territoire.
- 1632 :Champlain fait graver en France une carte de son trajet réalisé en 1616 sur laquelle il indique à l'aide de chiffres, certains sites visités, des saults (rapides) importants ou des campements indiens. Les positions 81 et 82 indiquent respectivement les emplacements de l'île aux Allumettes et l'embouchure de la rivière Coulonge, habités par les Algonquins.
- Hiver 1635-1636 : François Marguerie de la Haye passe l'hiver avec les Algonquins de l'Île-aux-Allumettes. Il est surnommé par ceux-ci homme double car "il est l'homme blanc le mieux adapté à leurs coutumes et à leurs idiomes".